# Felina (Breaking Bad)
"Felina" é o último episódio da série estadunidense de drama Breaking Bad. É o décimo sexto episódio da quinta temporada e o sexagésimo segundo da série escrita e dirigida por Vince Gilligan. Foi ao ar pela rede de televisão AMC nos Estados Unidos e no Canadá em 29 de setembro de 2013. Foi seguido por um filme sequência, El Camino: A Breaking Bad Movie, que foi disponibilizado na Netflix em 11 de outubro de 2019.
Este mostra o retorno de Walter White a Albuquerque, Novo México, para resolver os lucros obtidos no comércio ilegal da metanfetamina e salvar Jesse Pinkman da gangue neonazista. "Felina" conseguiu uma audiência de 10,28 milhões de telespectadores nos Estados Unidos, sendo 5,3 milhões adultos de 18–49 anos. Foi também o assunto mais comentado no Twitter na semana de exibição e a canção "Baby Blue" foi a mais reproduzida no Spotify.
Seth Amitin, do portal de entretenimento IGN disse que "o episódio é pura satisfação" e deu nota 9,8/10. Katey Rich concordou com a afirmação de Amitin e acrescentou: "é uma mistura de emoção e surpresa". Além disso, "Felina" rendeu à série alguns prêmios: American Cinema Editors, Creative Arts Emmy Award, Motion Picture Sound Editors e Directors Guild of America Award.